# Zgoda sandomierska

Sytuacja wyznaniowa w I Rzeczypospolitej 1573

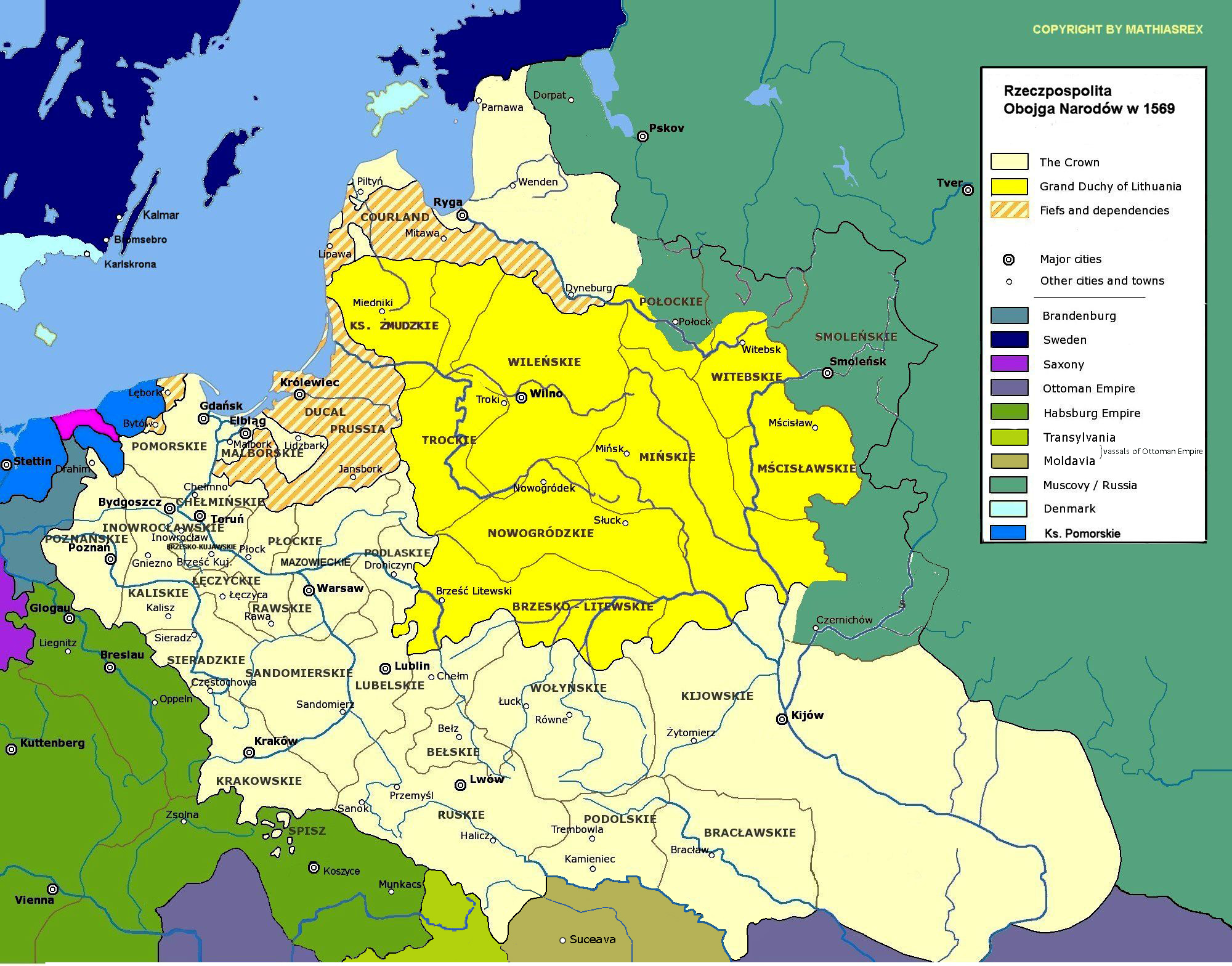
Rzeczpospolita Obojga Narodów w 1569 roku

Zgoda sandomierska (ugoda sandomierska, łac. Consensus Sandomiriensis) – porozumienie pomiędzy wyznaniami ewangelickimi w I Rzeczypospolitej: luteranami, ewangelikami reformowanymi oraz braćmi czeskimi zawarte 14 kwietnia 1570 roku w Sandomierzu. Nie brali w nim udziału bracia polscy. Intencją była wspólna obrona przed kontrreformacją i zaprzestanie walk między różnymi wyznaniami protestanckimi. Postanowiono uznawać wzajemnie sakramenty oraz kaznodziejów. Planowano wspólne synody.
Stworzono projekt konstytucji (ustawy sejmowej), w której postulowano zrównanie prawne z katolikami. Chciano również zniesienia jurysdykcji kościelnej w odniesieniu do osób świeckich, darowania zaległych dziesięcin oraz wprowadzenia wolności wyznania.

## Protestantyzm polski w okresie potrydenckim
Szeroka tolerancja religijna w Polsce sprzyjała rozbiciu obozu protestanckiego. To wewnętrzne rozbicie oraz plany stworzenia narodowego Kościoła protestanckiego w Polsce i podjęta przez Kościół katolicki skuteczna kontrakcja spowodowały wysunięcie postulatu unii wyznaniowej protestantyzmu polskiego. Zabiegi o taką unię, zwłaszcza Jana Łaskiego, były  początkowo bezskuteczne. W 1555 r. obóz protestancki zdobył się na wspólną akcję przedłożenia królowi na sejmie wspólnego wyznania wiary, ale w latach 1562–1565 powstający ruch braci polskich (zwanych przez współczesnych arianami) zapoczątkował rozbicie obozu kalwińskiego, które przybrało formę stałą w dziesięć lat później. Dzięki zabiegom Feliksa Krzyżaka ze Szczebrzeszyna doszło na synodzie w Koźminku do unii między braćmi czeskimi a kalwinami małopolskimi. Przyszłość unii była od samego początku pod znakiem zapytania ze względu na różnice dogmatyczne między bardziej liberalnymi kalwinami a bardziej rygorystycznymi braćmi polskimi. Jedynie dzięki ogromnym wysiłkom Jana Łaskiego unia formalnie istniała. Po jego śmierci (1560) doszło do rozłamu w obozie kalwińskim na zbór większy i mniejszy (1565). Pojednanie z radykalnym dogmatycznie i społecznie stronnictwem braci polskich okazało się niemożliwe.

### Wspólna idea
W efekcie powstała myśl: aby połączyć wszystkie stronnictwa w jedno wyznanie augsburskie, a przynajmniej podciągnąć je pod tę nazwę, aby tym sposobem ukryć rozmaitość odszczepieństw. Dzieła tego miał dokonać synod w Gostyniu (1565), ale przyczynił się on jedynie do zwiększenia dystansu między braćmi polskimi, kalwinami i luteranami. Kością niezgody w obozie protestanckim była nade wszystko podstawa dogmatyczna, każdy bowiem z trzech odłamów protestantyzmu spodziewał się, że jego konfesja będzie przyjęta jako wspólne wyznanie wiary.
9 kwietnia 1570 r. rozpoczęły się w Sandomierzu obrady synodu generalnego przy licznym udziale szlachty protestanckiej. Na synod przybyli przedstawiciele braci czeskich, konfesji augsburskiej i Kościoła reformowanego.
Po dłuższych dyskusjach: 

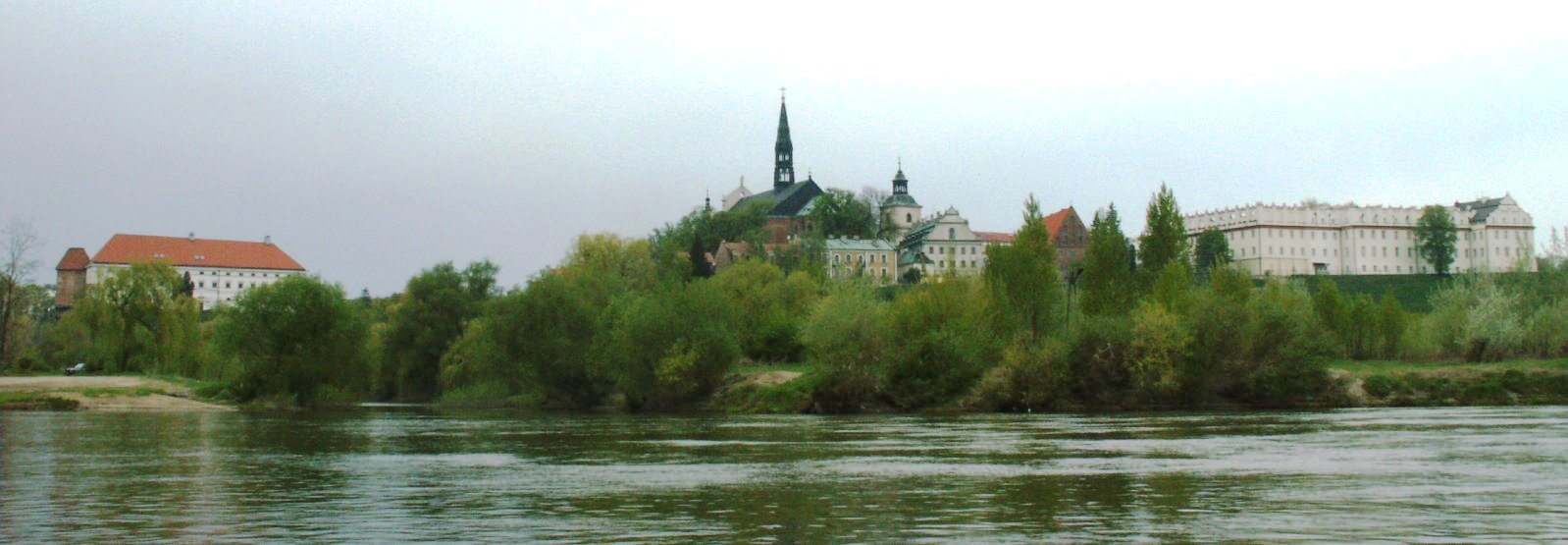
Panorama Sandomierza

- odrzucono i wyklęto ze społeczności protestanckiej braci polskich;
- każde wyznanie zachowało własną dogmatykę, a tylko poświadczono sobie formalnie prawowierność;
- w nauce o Eucharystii, przy powołaniu się na Ojców Kościoła, przyjęto za prawowiernymi luteranami, że „Ciało i Krew Pana naszego istotnie jest udzielane pod postacią chleba i wina”;
- każde z wyznań zachowało własną obrzędowość.

Odtąd miano wspólnie pracować nad rozwojem wszystkich zborów w całym kraju i wzajemnie sobie pomagać i zapraszać się na synody. W historii reformacji protestanckiej w Polsce zgoda sandomierska usiłowała po raz pierwszy wprowadzić idee protestanckiego uniwersalizmu i przygotowała grunt dla konfederacji warszawskiej.

## Organizacja i życie religijne Kościołów reformacyjnych
W Polsce król był katolikiem, stąd cały ciężar stworzenia nowej, protestanckiej organizacji kościelnej spoczął na szlachcie, która odcisnęła na nim swoje piętno. Szlachta, a zwłaszcza możnowładcy, decydowali o najważniejszych sprawach gminy, określali przynależność wyznaniową członków, instytuowali i deponowali kaznodziejów. Podrzędniejszą rolę obok szlachty odgrywali kaznodzieje. W Wielkopolsce opiekunem gmin luterańskich był Stanisław Ostroróg, a na czoło superintendentów wysunął się tu Erazm Gliczner. Braćmi czeskimi opiekował się Jakub Ostroróg i Rafał Leszczyński, a pierwszym superintendentem był tu Jerzy Izrael. Na Litwie protektorem kalwinów był książę Radziwiłł Czarny, a głównym superintendentem został Szymon Zaciusz.

### Szlachta a synody
Terytorialną organizację przeprowadzały synody, a kaznodziejów mieli wybierać członkowie poszczególnych gmin – w praktyce głos decydujący posiadała szlachta. W Małopolsce na czele zorganizowanych gmin protestanckich stanął Feliks Krzyżak, wybrany superintendentem przez kaznodziejów i szlachtę. Synody wydawały przepisy odnośnie do wizytacji kościołów, zaopatrzenia i postępowania pastorów, ich zależności od patronów. Synod w Pińczowie z 1556 r., biorąc pod uwagę pobożność i mądrość szlachty (praecipua membra Ecclesiae), nakazał wybierać tak seniorów, jak i pastorów w obecności szlachty. Szlachta też miała doglądać osobistej prawowierności i postępowania seniorów. W 1559 r. na synodzie w Wodzisławiu postanowiono, że w każdym z 9 małopolskich okręgów będzie odtąd dwóch seniorów świeckich ze szlachty i jeden duchowny. Z biegiem czasu prawa synodów do wyboru seniorów zostały ograniczone przez stawianie kandydatur ze strony szlachty. W podobną zależność od szlachty popadły zbory wielkopolskie i litewskie. Nieco większą swobodę zatrzymali bracia czescy, ale ci przenieśli gotowe wzory organizacyjne swego Kościoła z Czech.

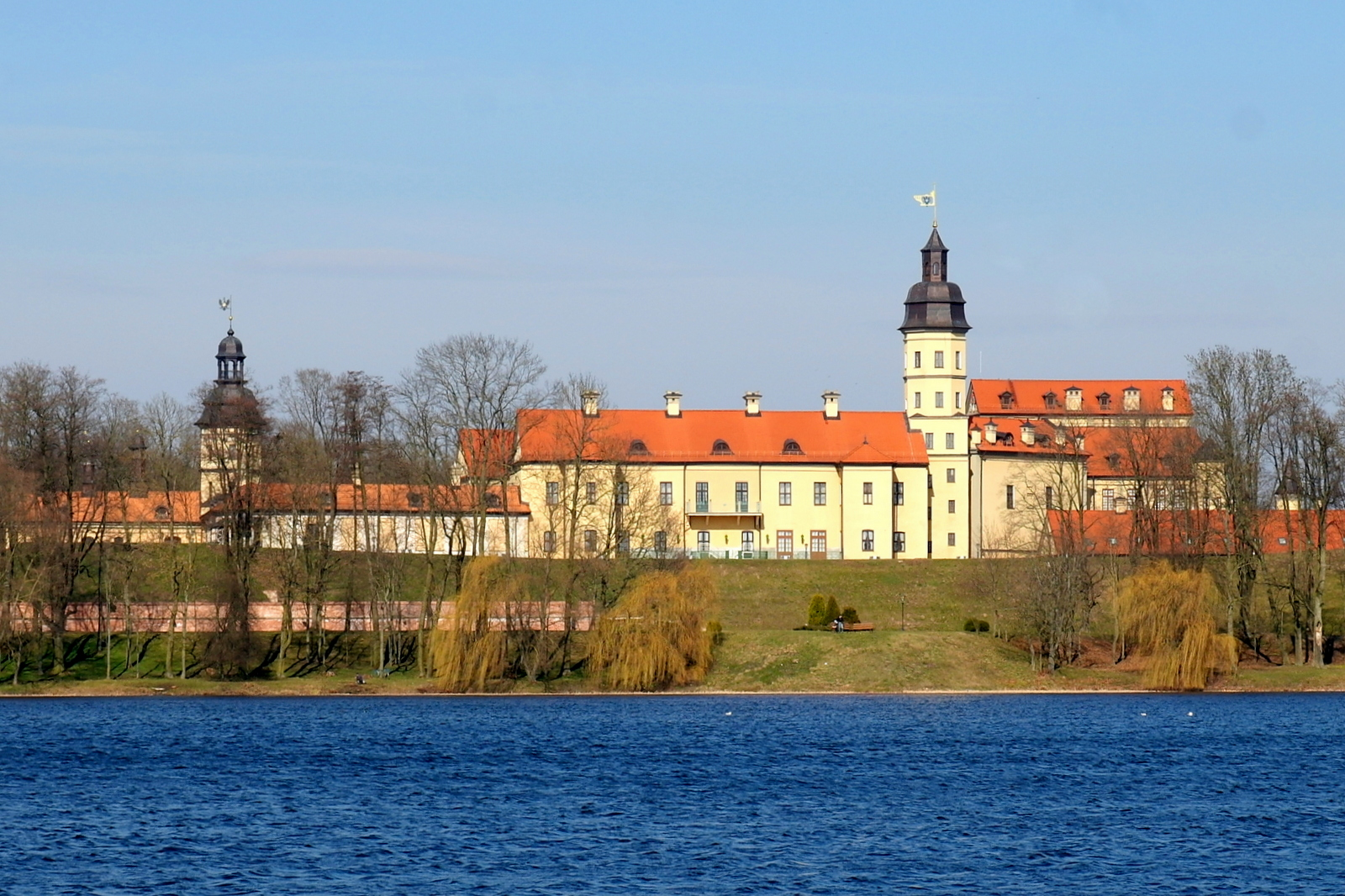
Nieśwież - zespół zamkowo-pałacowy, dawna rezydencja Radziwiłłów

Nawrócenia na katolicyzm, które zaznaczyły się wśród szlachty po 1565 r., przybierały na sile i osłabiały wyraźnie obóz protestancki. Ekspansja braci czeskich i polskich została po 1577 r. wyraźnie zatrzymana, a od końca XVI stulecia, datuje się również wyraźny spadek wpływów kalwińskich. Jedynie luteranizm, mający silne wpływy wśród mieszczaństwa niemieckiego i będący częściowo w zwartej masie na pograniczu Śląska Cieszyńskiego, utrwalił swój stan posiadania. Cofanie się protestantyzmu było widoczne zwłaszcza w pierwszej połowie XVII w. Według ostatnich szacunków liczba zborów kalwińskich w Małopolsce spadła z 260 do 155, na Litwie ze 191 do 140, jako że szlachta po powrocie na katolicyzm zaczęła przekazywać świątynie katolikom. W wielu wypadkach budowano wówczas nowe świątynie lub też lokowano je w domach prywatnych. Poważnym osiągnięciem Kościołów reformowanych była rozbudowa drukarń, a do głównych centrów wydawniczych należały Pińczów, Leszno, Nieśwież, Łask, Lusławice, Raków, Toruń. Przy większości zborów zakładano szkoły parafialne.